# Agrioglypta excelsalis
Agrioglypta excelsalis là một loài bướm đêm trong họ Crambidae.